# Liste d'adaptations d'œuvres littéraires britanniques

## Légendes
|  | au cinéma        |
|  | à la télévision  |
|  | Direct-to-video  |
|  | Théâtre          |
|  | Jeu vidéo        |
|  | Comédie musicale |
|  | Ballet           |
|  | Bande dessinée   |

|  | Roman            |
|  | Premier roman    |
|  | Nouvelle         |
|  | Pièce de théâtre |
|  | Conte            |
|  | Poème            |
|  | Bande dessinée   |

## Adaptations
|  | Titre de l'adaptation française Titre original                                                                         | Réalisation                                               | Première sortie | Pays d'origine de l'adaptation                                                                     | Source(s) |  |  | Titre de l'œuvre littéraire (ISBN / Wikisource)                   | Auteur                  | Première publication |
|  | --- | --------------------------------------------------------- | --------------- | -------------------------------------------------------------------------------------------------- | --------- |  |  | ----------------------------------------------------------------- | ----------------------- | -------------------- |
|  | 1984 | Michael Radford                                           | 1984            | Drapeau du Royaume-Uni                                                                             | [ 1 ]     |  |  | 1984 (ISBN 2070248100)                                            | George Orwell           | 1950                 |
|  | Les 39 Marches The 39 Steps                                                                                            | Alfred Hitchcock                                          | 1935            | Drapeau du Royaume-Uni                                                                             | ,         |  |  | Les 39 Marches (ISBN 3150090512)                                  | John Buchan             | 1915                 |
|  | Les 39 Marches au théâtre La Bruyère                                                                                   | Éric Métayer                                              | 2012            | Drapeau de la France                                                                               | [ 4 ]     |  |  | Les 39 Marches (ISBN 3150090512)                                  | John Buchan             | 1915                 |
|  | Les 39 Marches The 39 Steps                                                                                            | Ralph Thomas                                              | 1959            | Drapeau du Royaume-Uni                                                                             | [ 5 ]     |  |  | Les 39 Marches (ISBN 3150090512)                                  | John Buchan             | 1915                 |
|  | Les 39 Marches The 39 Steps                                                                                            | Don Sharp                                                 | 1978            | Drapeau du Royaume-Uni                                                                             |           |  |  | Les 39 Marches (ISBN 3150090512)                                  | John Buchan             | 1915                 |
|  | Les Ailes de la colombe The Wings of the Dove                                                                          | Benoît Jacquot                                            | 1981            | Drapeau de la France                                                                               |           |  |  | Les Ailes de la colombe (ISBN 2070370984)                         | Henry James             | 1902                 |
|  | Les Ailes de la colombe The Wings of the Dove                                                                          | Iain Softley                                              | 1997            | Drapeau du Royaume-Uni · Drapeau des États-Unis                                                    |           |  |  | Les Ailes de la colombe (ISBN 2070370984)                         | Henry James             | 1902                 |
|  | Angel | François Ozon                                             | 2007            | Drapeau de la France · Drapeau du Royaume-Uni · Drapeau de la Belgique                             |           |  |  | Angel (en) (ISBN 2743616563)                                      | Elizabeth Taylor        | 1957                 |
|  | Le Seigneur des anneaux : La Communauté de l'anneau The Fellowship of the Ring                                         | Peter Jackson                                             | 2001            | Drapeau des États-Unis · Drapeau de la Nouvelle-Zélande                                            |           |  |  | La Communauté de l'Anneau (ISBN 2266046497)                       | J. R. R. Tolkien        | 1954                 |
|  | Le Seigneur des anneaux : L'Âge des conquêtes The Lord of the Rings: Conquest                                          | Pandemic Studios Artificial Mind & Movement               | 2009            | Drapeau des États-Unis                                                                             |           |  |  | Le Seigneur des anneaux (ISBN 2267011255)                         | J. R. R. Tolkien        | 1954                 |
|  | Le Seigneur des anneaux : La Bataille pour la Terre du Milieu The Lord of the Rings: The Battle for Middle-earth       | DICE Los Angeles                                          | 2004            | Drapeau des États-Unis                                                                             |           |  |  | Le Seigneur des anneaux (ISBN 2267011255)                         | J. R. R. Tolkien        | 1954                 |
|  | Le Seigneur des anneaux : La Bataille pour la Terre du Milieu II The Lord of the Rings: The Battle for Middle-earth II | DICE Los Angeles                                          | 2006            | Drapeau des États-Unis                                                                             |           |  |  | Le Seigneur des anneaux (ISBN 2267011255)                         | J. R. R. Tolkien        | 1954                 |
|  | Le Seigneur des anneaux : La Bataille pour la Terre du Milieu II The Lord of the Rings: The Battle for Middle-earth II | DICE Los Angeles                                          | 2006            | Drapeau des États-Unis                                                                             |           |  |  | Le Hobbit (ISBN 2267024012)                                       | J. R. R. Tolkien        | 1937                 |
|  | Coriolanus | Wilford Leach                                             | 1979            | Drapeau des États-Unis                                                                             |           |  |  | Coriolan Coriolan/Traduction Guizot, 1864 (Wikisource)            | William Shakespeare     | 1623                 |
|  | Le Crime de l'Orient-Express Murder on the Orient Express                                                              | Sidney Lumet                                              | 1974            | Drapeau du Royaume-Uni                                                                             |           |  |  | Le Crime de l'Orient-Express (ISBN 2702423590)                    | Agatha Christie         | 1934                 |
|  | Les Deux Tours The Two Towers                                                                                          | Peter Jackson                                             | 2002            | Drapeau des États-Unis · Drapeau de la Nouvelle-Zélande                                            |           |  |  | Les Deux Tours (ISBN 2266046500)                                  | J. R. R. Tolkien        | 1954                 |
|  | Les Fils de l'homme Children of Men                                                                                    | Alfonso Cuarón                                            | 2006            | Drapeau du Royaume-Uni · Drapeau des États-Unis                                                    |           |  |  | Les Fils de l'homme (ISBN 2253138312)                             | P. D. James             | 1992                 |
|  | Harry Potter à l'école des sorciers Harry Potter and the Philosopher's Stone                                           | Chris Columbus                                            | 2001            | Drapeau des États-Unis · Drapeau du Royaume-Uni                                                    |           |  |  | Harry Potter à l'école des sorciers (ISBN 2070518426)             | J. K. Rowling           | 1997                 |
|  | Harry Potter à l'école des sorciers Harry Potter and the Philosopher's Stone                                           | KnowWonder Warthog Games] Griptonite Games Argonaut Games | 2001            | Drapeau des États-Unis · Drapeau du Royaume-Uni                                                    |           |  |  | Harry Potter à l'école des sorciers (ISBN 2070518426)             | J. K. Rowling           | 1997                 |
|  | Harry Potter et l'Ordre du Phénix Harry Potter and the Order of the Phoenix                                            | David Yates                                               | 2003            | Drapeau des États-Unis · Drapeau du Royaume-Uni                                                    |           |  |  | Harry Potter et l'Ordre du Phénix (ISBN 2070556859)               | J. K. Rowling           | 2003                 |
|  | Harry Potter et l'Ordre du Phénix Harry Potter and the Order of the Phoenix                                            | EA Bright Light Rebellion Developments                    | 2007            | Drapeau du Royaume-Uni                                                                             |           |  |  | Harry Potter et l'Ordre du Phénix (ISBN 2070556859)               | J. K. Rowling           | 2003                 |
|  | Harry Potter et la Chambre des secrets Harry Potter and the Chamber of Secrets                                         | Chris Columbus                                            | 2002            | Drapeau des États-Unis · Drapeau du Royaume-Uni                                                    |           |  |  | Harry Potter et la Chambre des secrets (ISBN 2070524558)          | J. K. Rowling           | 1998                 |
|  | Harry Potter et la Chambre des secrets Harry Potter and the Chamber of Secrets                                         | KnowWonder] Eurocom Griptonite Games Argonaut Games       | 2002            | Drapeau des États-Unis · Drapeau du Royaume-Uni                                                    |           |  |  | Harry Potter et la Chambre des secrets (ISBN 2070524558)          | J. K. Rowling           | 1998                 |
|  | Harry Potter et la Coupe de feu Harry Potter and the Goblet of Fire                                                    | Mike Newell                                               | 2005            | Drapeau des États-Unis · Drapeau du Royaume-Uni                                                    |           |  |  | Harry Potter et la Coupe de feu (ISBN 2070612392)                 | J. K. Rowling           | 2000                 |
|  | Harry Potter et la Coupe de feu Harry Potter and the Goblet of Fire                                                    | EA Bright Light Magic Pockets                             | 2005            | Drapeau des États-Unis · Drapeau du Royaume-Uni                                                    |           |  |  | Harry Potter et la Coupe de feu (ISBN 2070612392)                 | J. K. Rowling           | 2000                 |
|  | Harry Potter et le Prince de sang-mêlé Harry Potter and the Half-Blood Prince                                          | David Yates                                               | 2009            | Drapeau des États-Unis · Drapeau du Royaume-Uni                                                    |           |  |  | Harry Potter et le Prince de sang-mêlé (ISBN 2070612414)          | J. K. Rowling           | 2005                 |
|  | Harry Potter et le Prince de sang-mêlé Harry Potter and the Half-Blood Prince                                          | EA Bright Light                                           | 2009            | Drapeau du Royaume-Uni                                                                             |           |  |  | Harry Potter et le Prince de sang-mêlé (ISBN 2070612414)          | J. K. Rowling           | 2005                 |
|  | Harry Potter et le Prisonnier d'Azkaban Harry Potter and the Prisoner of Azkaban                                       | Alfonso Cuarón                                            | 2004            | Drapeau des États-Unis · Drapeau du Royaume-Uni                                                    |           |  |  | Harry Potter et le Prisonnier d'Azkaban (ISBN 2070541304)         | J. K. Rowling           | 1999                 |
|  | Harry Potter et le Prisonnier d'Azkaban Harry Potter and the Prisoner of Azkaban                                       | KnowWonder] Griptonite Games Electronic Arts              | 2004            | Drapeau des États-Unis                                                                             |           |  |  | Harry Potter et le Prisonnier d'Azkaban (ISBN 2070541304)         | J. K. Rowling           | 1999                 |
|  | Harry Potter et les Reliques de la Mort, partie 1 Harry Potter and the Deathly Hallows: Part 1                         | David Yates                                               | 2010            | Drapeau des États-Unis · Drapeau du Royaume-Uni                                                    |           |  |  | Harry Potter et les Reliques de la Mort (ISBN 978-2-07-061537-7)  | J. K. Rowling           | 2007                 |
|  | Harry Potter et les Reliques de la Mort, partie 1 Harry Potter and the Deathly Hallows – Part 1                        | EA Bright Light Full Fat                                  | 2010            | Drapeau du Royaume-Uni                                                                             |           |  |  | Harry Potter et les Reliques de la Mort (ISBN 978-2-07-061537-7)  | J. K. Rowling           | 2007                 |
|  | Harry Potter et les Reliques de la Mort, partie 2 Harry Potter and the Deathly Hallows: Part 2                         | David Yates                                               | 2011            | Drapeau des États-Unis · Drapeau du Royaume-Uni                                                    |           |  |  | Harry Potter et le Prisonnier d'Azkaban (ISBN 978-2-07-061537-7)  | J. K. Rowling           | 2007                 |
|  | Harry Potter et les Reliques de la Mort, partie 2 Harry Potter and the Deathly Hallows – Part 2                        | EA Bright Light Full Fat                                  | 2011            | Drapeau du Royaume-Uni                                                                             |           |  |  | Harry Potter et les Reliques de la Mort (ISBN 978-2-07-061537-7)  | J. K. Rowling           | 2007                 |
|  | L'Île du docteur Moreau The Island of Dr. Moreau                                                                       | John Frankenheimer                                        | 1996            | Drapeau des États-Unis                                                                             |           |  |  | L'Île du docteur Moreau (ISBN 2070401782)                         | H. G. Wells             | 1896                 |
|  | La Machine à explorer le temps The Time Machine                                                                        | George Pal                                                | 1960            | Drapeau des États-Unis                                                                             |           |  |  | La Machine à explorer le temps                                    | H. G. Wells             | 1895                 |
|  | La Machine à explorer le temps The Time Machine                                                                        | Simon Wells                                               | 2002            | Drapeau des États-Unis                                                                             |           |  |  | La Machine à explorer le temps                                    | H. G. Wells             | 1895                 |
|  | La Nuit de la grande chaleur Night of the Big Heat                                                                     | Terence Fisher                                            | 1967            | Drapeau du Royaume-Uni                                                                             |           |  |  | Night of the Big Heat (en)                                        | John Lymington (en)     | 1959                 |
|  | Orange mécanique A Clockwork Orange                                                                                    | Stanley Kubrick                                           | 1971            | Drapeau du Royaume-Uni                                                                             |           |  |  | L'Orange mécanique (ISBN 2221043189)                              | Anthony Burgess         | 1962                 |
|  | Le Retour du roi The Return of the King                                                                                | Peter Jackson                                             | 2003            | Drapeau des États-Unis · Drapeau de la Nouvelle-Zélande                                            |           |  |  | Le Retour du roi (ISBN 2266046519)                                | J. R. R. Tolkien        | 1955                 |
|  | Le Secret de la banquise Bear Island                                                                                   | Don Sharp                                                 | 1979            | Drapeau du Royaume-Uni · Drapeau du Canada                                                         |           |  |  | Bear Island (en) (ISBN 0006158293)                                | Alistair MacLean        | 1971                 |
|  | Le Seigneur des anneaux J. R. R. Tolkien's The Lord of the Rings                                                       | Ralph Bakshi                                              | 1978            | Drapeau des États-Unis                                                                             |           |  |  | Le Seigneur des anneaux (ISBN 2267013169)                         | J. R. R. Tolkien        | 1954                 |
|  | Soudain... les monstres The Food of the Gods                                                                           | Bert I. Gordon                                            | 1976            | Drapeau des États-Unis                                                                             |           |  |  | La Nourriture des dieux                                           | H. G. Wells             | 1904                 |
|  | Charlie et la Chocolaterie Charlie and the Chocolate Factory                                                           | Tim Burton                                                | 2005            | Drapeau des États-Unis                                                                             |           |  |  | Charlie et la Chocolaterie (ISBN 2070513335)                      | Roald Dahl              | 1964                 |
|  | Charlie et la Chocolaterie Willy Wonka and the Chocolate Factory                                                       | Mel Stuart                                                | 1971            | Drapeau des États-Unis                                                                             |           |  |  | Charlie et la Chocolaterie (ISBN 2070513335)                      | Roald Dahl              | 1964                 |
|  | Chacal The Day of the Jackal                                                                                           | Fred Zinnemann                                            | 1973            | Drapeau du Royaume-Uni · Drapeau de la France                                                      |           |  |  | Chacal (ISBN 1101604670)                                          | Frederick Forsyth       | 1971                 |
|  | Le Gang des tueurs Brighton Rock                                                                                       | John Boulting                                             | 1947            | Drapeau du Royaume-Uni                                                                             |           |  |  | Rocher de Brighton (ISBN 1407086839)                              | Graham Greene           | 1938                 |
|  | Brighton Rock | Rowan Joffé                                               | 2011            | Drapeau du Royaume-Uni                                                                             |           |  |  | Rocher de Brighton (ISBN 1407086839)                              | Graham Greene           | 1938                 |
|  | Les 101 Dalmatiens One Hundred and One Dalmatians                                                                      | Clyde Geronimi Wolfgang Reitherman Hamilton Luske         | 1961            | Drapeau des États-Unis                                                                             |           |  |  | Les 101 Dalmatiens (ISBN 0140340343)                              | Dodie Smith             | 1956                 |
|  | Les 101 Dalmatiens 101 Dalmatians                                                                                      | Stephen Herek                                             | 1996            | Drapeau des États-Unis                                                                             |           |  |  | Les 101 Dalmatiens (ISBN 0140340343)                              | Dodie Smith             | 1956                 |
|  | Le Coffret de laque | Jean Kemm                                                 | 1932            | Drapeau de la France                                                                               |           |  |  | Black Coffee (ISBN 2702478670)                                    | Agatha Christie         | 1930                 |
|  | Lord Edgware Dies | Henry Edwards                                             | 1934            | Drapeau du Royaume-Uni                                                                             |           |  |  | Le Couteau sur la nuque (ISBN 2702400787)                         | Agatha Christie         | 1933                 |
|  | Le Couteau sur la nuque Thirteen at Dinner                                                                             | Lou Antonio                                               | 1985            | Drapeau des États-Unis                                                                             |           |  |  | Le Couteau sur la nuque (ISBN 2702400787)                         | Agatha Christie         | 1933                 |
|  | Le Couteau sur la nuque Lord Edgware Dies                                                                              | Brian Farnham                                             | 2000            | Drapeau du Royaume-Uni                                                                             |           |  |  | Le Couteau sur la nuque (ISBN 2702400787)                         | Agatha Christie         | 1933                 |
|  | Dix Petits Indiens And Then There Were None                                                                            | René Clair                                                | 1945            | Drapeau des États-Unis                                                                             |           |  |  | Dix Petits Nègres (ISBN 2253003964)                               | Agatha Christie         | 1939                 |
|  | Les Dix Petits Indiens Ten Little Indians                                                                              | George Pollock                                            | 1965            | Drapeau du Royaume-Uni                                                                             |           |  |  | Dix Petits Nègres (ISBN 2253003964)                               | Agatha Christie         | 1939                 |
|  | Dix Petits Nègres And Then There Were None                                                                             | Peter Collinson                                           | 1974            | Drapeau de l'Italie · Drapeau de la France · Drapeau : Allemagne de l'Ouest · Drapeau de l'Espagne |           |  |  | Dix Petits Nègres (ISBN 2253003964)                               | Agatha Christie         | 1939                 |
|  | Témoin à charge Witness for the Prosecution                                                                            | Billy Wilder                                              | 1957            | Drapeau des États-Unis                                                                             |           |  |  | Témoin à charge (ISBN 2702411894)                                 | Agatha Christie         | 1925                 |
|  | Le Train de 16 h 50 Murder She Said                                                                                    | George Pollock                                            | 1962            | Drapeau du Royaume-Uni                                                                             |           |  |  | Le Train de 16 h 50                                               | Agatha Christie         | 1957                 |
|  | Meurtre au galop Murder at the Gallop                                                                                  | George Pollock                                            | 1963            | Drapeau du Royaume-Uni                                                                             |           |  |  | Les Indiscrétions d'Hercule Poirot                                | Agatha Christie         | 1953                 |
|  | Les Indiscrétions d'Hercule Poirot After the Funeral                                                                   | Maurice Phillips                                          | 2006            | Drapeau du Royaume-Uni                                                                             |           |  |  | Les Indiscrétions d'Hercule Poirot                                | Agatha Christie         | 1953                 |
|  | Lady détective entre en scène Murder Most Foul                                                                         | George Pollock                                            | 1964            | Drapeau du Royaume-Uni                                                                             |           |  |  | Mrs McGinty est morte (ISBN 2702478689)                           | Agatha Christie         | 1952                 |
|  | ABC contre Hercule Poirot The Alphabet Murders                                                                         | Frank Tashlin                                             | 1965            | Drapeau du Royaume-Uni                                                                             |           |  |  | A.B.C. contre Poirot (ISBN 2702413560)                            | Agatha Christie         | 1936                 |
|  | Mort sur le Nil Death on the Nile                                                                                      | John Guillermin                                           | 1978            | Drapeau du Royaume-Uni                                                                             |           |  |  | Mort sur le Nil (ISBN 2871532036)                                 | Agatha Christie         | 1937                 |
|  | Mort sur le Nil Death on the Nile                                                                                      | Andy Wilson (en)                                          | 2004            | Drapeau du Royaume-Uni                                                                             |           |  |  | Mort sur le Nil (ISBN 2871532036)                                 | Agatha Christie         | 1937                 |
|  | Le miroir se brisa The Mirror Crack'd                                                                                  | Guy Hamilton                                              | 1980            | Drapeau du Royaume-Uni                                                                             |           |  |  | Le miroir se brisa (ISBN 2702400957)                              | Agatha Christie         | 1962                 |
|  | Le miroir se brisa The Mirror Crack'd from Side to Side                                                                | Norman Stone                                              | 1992            | Drapeau du Royaume-Uni                                                                             |           |  |  | Le miroir se brisa (ISBN 2702400957)                              | Agatha Christie         | 1962                 |
|  | La Mystérieuse Affaire de Styles The Mysterious Affair at Styles                                                       | Ross Devenish (en)                                        | 1990            | Drapeau du Royaume-Uni                                                                             |           |  |  | La Mystérieuse Affaire de Styles (ISBN 2253015849)                | Agatha Christie         | 1920                 |
|  | Divorcing Jack | Colin Bateman                                             | 1998            | Drapeau du Royaume-Uni                                                                             |           |  |  | Divorcing Jack (en) (ISBN 978-0-00-647903-1)                      | Colin Bateman           | 1995                 |
|  | Le Dragon récalcitrant The Reluctant Dragon                                                                            | Hamilton Luske Alfred L. Werker                           | 1941            | Drapeau des États-Unis                                                                             |           |  |  | Le Dragon récalcitrant (en) (ISBN 9782268052663)                  | Kenneth Grahame         | 1898                 |
|  | Alice Něco z Alenky | Jan Švankmajer                                            | 1988            | Drapeau de la Tchécoslovaquie                                                                      |           |  |  | Les Aventures d'Alice au pays des merveilles (ISBN 9782070379927) | Lewis Carroll           | 1865                 |
|  | Alice au pays des merveilles Alice in Wonderland                                                                       | Cecil Hepworth Percy Stow                                 | 1903            | Drapeau du Royaume-Uni                                                                             |           |  |  | Les Aventures d'Alice au pays des merveilles (ISBN 9782070379927) | Lewis Carroll           | 1865                 |
|  | Alice in Wonderland | W. W. Young                                               | 1915            | Drapeau des États-Unis                                                                             |           |  |  | Les Aventures d'Alice au pays des merveilles (ISBN 9782070379927) | Lewis Carroll           | 1865                 |
|  | Alice au pays des merveilles Alice in Wonderland                                                                       | Norman Z. McLeod                                          | 1933            | Drapeau des États-Unis                                                                             |           |  |  | Les Aventures d'Alice au pays des merveilles (ISBN 9782070379927) | Lewis Carroll           | 1865                 |
|  | Alice au pays des merveilles Alice's Adventures in Wonderland                                                          | William Sterling                                          | 1972            | Drapeau du Royaume-Uni                                                                             |           |  |  | Les Aventures d'Alice au pays des merveilles (ISBN 9782070379927) | Lewis Carroll           | 1865                 |
|  | Alice au pays des merveilles Alice in Wonderland                                                                       | Tim Burton                                                | 2010            | Drapeau des États-Unis                                                                             |           |  |  | Les Aventures d'Alice au pays des merveilles (ISBN 9782070379927) | Lewis Carroll           | 1865                 |
|  | Alice au pays des merveilles                                                                                           | Jefriem Prużanski (pl)                                    | 1981            | Drapeau de l'URSS                                                                                  |           |  |  | Les Aventures d'Alice au pays des merveilles (ISBN 9782070379927) | Lewis Carroll           | 1865                 |
|  | Des anges et des insectes Angels and Insects                                                                           | Philip Haas                                               | 1995            | Drapeau des États-Unis · Drapeau du Royaume-Uni                                                    |           |  |  | Des anges et des insectes (ISBN 2080669141)                       | A. S. Byatt             | 1992                 |
|  | Princesse Sarah Shōkōjo Sēra                                                                                           | Fumio Kurokawa                                            | 1985            | Drapeau du Japon                                                                                   |           |  |  | La Petite Princesse (ISBN 9780451525093)                          | Frances Hodgson Burnett | 1905                 |
|  | La Petite Princesse The Little Princess                                                                                | Marshall Neilan                                           | 1917            | Drapeau des États-Unis                                                                             |           |  |  | La Petite Princesse (ISBN 9780451525093)                          | Frances Hodgson Burnett | 1905                 |
|  | Petite Princesse The Little Princess                                                                                   | Walter Lang                                               | 1939            | Drapeau des États-Unis                                                                             |           |  |  | La Petite Princesse (ISBN 9780451525093)                          | Frances Hodgson Burnett | 1905                 |
|  | La Petite Princesse The Little Princess                                                                                | Alfonso Cuarón                                            | 1995            | Drapeau des États-Unis                                                                             |           |  |  | La Petite Princesse (ISBN 9780451525093)                          | Frances Hodgson Burnett | 1905                 |
|  | Shōkōjo Seira | Fuminori Kaneko (ja) Akio Yoshida (ja)                    | 2009            | Drapeau du Japon                                                                                   |           |  |  | La Petite Princesse (ISBN 9780451525093)                          | Frances Hodgson Burnett | 1905                 |
|  | A Little Princess (en)                                                                                                 | Derek Martinus                                            | 1973            | Drapeau du Royaume-Uni                                                                             |           |  |  | La Petite Princesse (ISBN 9780451525093)                          | Frances Hodgson Burnett | 1905                 |
|  | A Little Princess (en)                                                                                                 | Carol Wiseman                                             | 1986            | Drapeau du Royaume-Uni                                                                             |           |  |  | La Petite Princesse (ISBN 9780451525093)                          | Frances Hodgson Burnett | 1905                 |
|  | A Little Princess (en) au TheatreWorks (en)                                                                            | Andrew Lippa (en)                                         | 2004            | Drapeau des États-Unis                                                                             |           |  |  | La Petite Princesse (ISBN 9780451525093)                          | Frances Hodgson Burnett | 1905                 |
|  | Le Chien des Baskerville Der Hund von Baskerville                                                                      | Rudolf Meinert                                            | 1914            | Drapeau de l'Empire allemand                                                                       |           |  |  | Le Chien des Baskerville (Wikisource) (ISBN 9782010023545)        | Arthur Conan Doyle      | 1902                 |
|  | Le Chien des Baskerville The Hound of the Baskervilles                                                                 | Maurice Elvey                                             | 1921            | Drapeau du Royaume-Uni                                                                             |           |  |  | Le Chien des Baskerville (Wikisource) (ISBN 9782010023545)        | Arthur Conan Doyle      | 1902                 |
|  | Le Chien des Baskerville Der Hund von Baskerville                                                                      | Richard Oswald                                            | 1929            | Drapeau de la république de Weimar                                                                 |           |  |  | Le Chien des Baskerville (Wikisource) (ISBN 9782010023545)        | Arthur Conan Doyle      | 1902                 |
|  | The Hound of the Baskervilles                                                                                          | Gareth Gundrey                                            | 1932            | Drapeau du Royaume-Uni                                                                             |           |  |  | Le Chien des Baskerville (Wikisource) (ISBN 9782010023545)        | Arthur Conan Doyle      | 1902                 |
|  | Der Hund von Baskerville                                                                                               | Karel Lamač                                               | 1937            | Drapeau de l'Allemagne nazie                                                                       |           |  |  | Le Chien des Baskerville (Wikisource) (ISBN 9782010023545)        | Arthur Conan Doyle      | 1902                 |
|  | Le Chien des Baskerville The Hound of the Baskervilles                                                                 | Sidney Lanfield                                           | 1939            | Drapeau des États-Unis                                                                             |           |  |  | Le Chien des Baskerville (Wikisource) (ISBN 9782010023545)        | Arthur Conan Doyle      | 1902                 |
|  | Le Chien des Baskerville The Hound of the Baskervilles                                                                 | Terence Fisher                                            | 1959            | Drapeau du Royaume-Uni                                                                             |           |  |  | Le Chien des Baskerville (Wikisource) (ISBN 9782010023545)        | Arthur Conan Doyle      | 1902                 |
|  | The Hound of the Baskervilles                                                                                          | Paul Morrissey                                            | 1978            | Drapeau du Royaume-Uni                                                                             |           |  |  | Le Chien des Baskerville (Wikisource) (ISBN 9782010023545)        | Arthur Conan Doyle      | 1902                 |
|  | Der Hund von Baskerville (WD)                                                                                          | Fritz Umgelter                                            | 1955            | Drapeau : Allemagne de l'Ouest                                                                     |           |  |  | Le Chien des Baskerville (Wikisource) (ISBN 9782010023545)        | Arthur Conan Doyle      | 1902                 |
|  | Le Chien des Baskerville ép. 4 et 5 de la série Sherlock Holmes                                                        | Graham Evans                                              | 1964            | Drapeau du Royaume-Uni                                                                             |           |  |  | Le Chien des Baskerville (Wikisource) (ISBN 9782010023545)        | Arthur Conan Doyle      | 1902                 |
|  | Le Chien des Baskerville (ru) Собака Баскервилей                                                                       | A. F. Zinovieva                                           | 1971            | Drapeau de l'URSS                                                                                  |           |  |  | Le Chien des Baskerville (Wikisource) (ISBN 9782010023545)        | Arthur Conan Doyle      | 1902                 |
|  | The Hound of the Baskervilles                                                                                          | Barry Crane (en)                                          | 1972            | Drapeau des États-Unis                                                                             |           |  |  | Le Chien des Baskerville (Wikisource) (ISBN 9782010023545)        | Arthur Conan Doyle      | 1902                 |
|  | Le Chien des Baskerville Собака Баскервилей                                                                            | Igor Maslennikov                                          | 1981            | Drapeau de l'URSS                                                                                  |           |  |  | Le Chien des Baskerville (Wikisource) (ISBN 9782010023545)        | Arthur Conan Doyle      | 1902                 |
|  | The Hound of the Baskervilles                                                                                          | Peter Duguid                                              | 1982            | Drapeau du Royaume-Uni                                                                             |           |  |  | Le Chien des Baskerville (Wikisource) (ISBN 9782010023545)        | Arthur Conan Doyle      | 1902                 |
|  | The Hound of the Baskervilles                                                                                          | Douglas Hickox                                            | 1983            | Drapeau du Royaume-Uni                                                                             |           |  |  | Le Chien des Baskerville (Wikisource) (ISBN 9782010023545)        | Arthur Conan Doyle      | 1902                 |
|  | Sherlock Holmes and the Baskerville Curse (en)                                                                         | Eddy Graham                                               | 1983            | Drapeau de l'Australie                                                                             |           |  |  | Le Chien des Baskerville (Wikisource) (ISBN 9782010023545)        | Arthur Conan Doyle      | 1902                 |
|  | Le Chien des Baskerville                                                                                               | Rodney Gibbons                                            | 2000            | Drapeau du Canada                                                                                  |           |  |  | Le Chien des Baskerville (Wikisource) (ISBN 9782010023545)        | Arthur Conan Doyle      | 1902                 |
|  | Le Chien des Baskerville                                                                                               | David Attwood                                             | 2002            | Drapeau du Royaume-Uni                                                                             |           |  |  | Le Chien des Baskerville (Wikisource) (ISBN 9782010023545)        | Arthur Conan Doyle      | 1902                 |
|  | Les Chiens de Baskerville saison 5 épisode 2 de Sherlock                                                               | Paul McGuigan                                             | 2012            | Drapeau du Royaume-Uni                                                                             |           |  |  | Le Chien des Baskerville (Wikisource) (ISBN 9782010023545)        | Arthur Conan Doyle      | 1902                 |